# Calodendrum capense

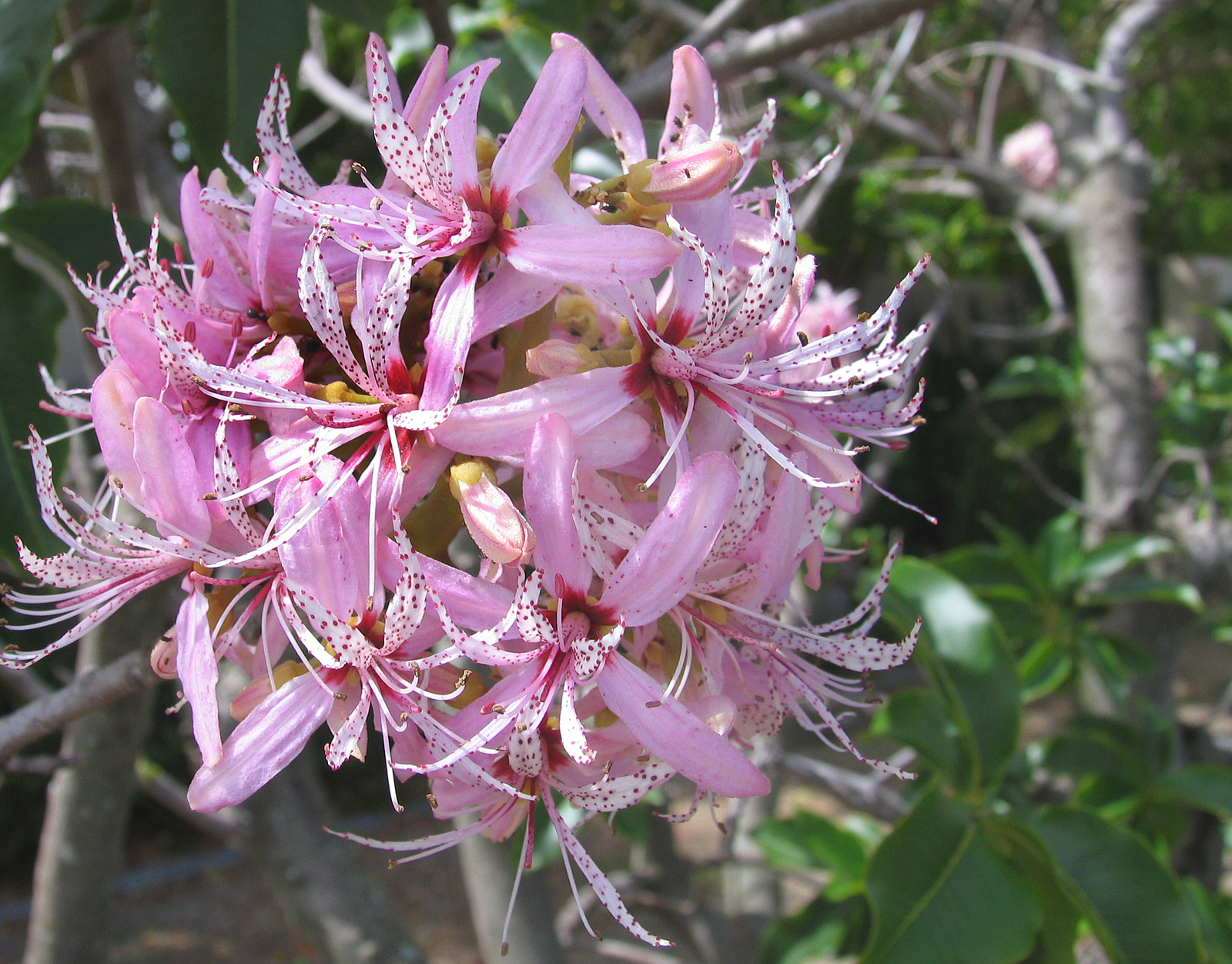
Blütenstand in der Nahaufnahme

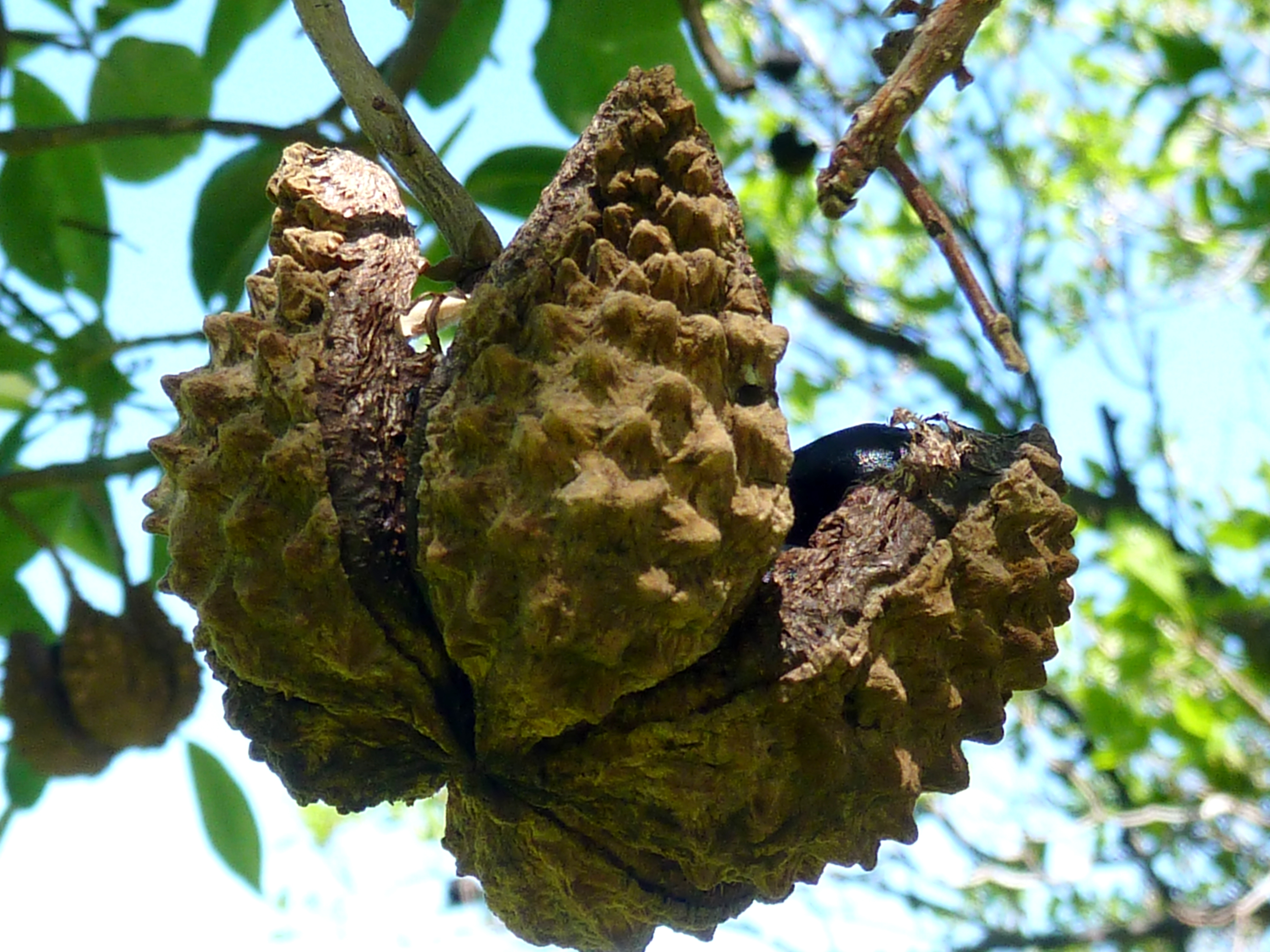
Geöffnete Frucht

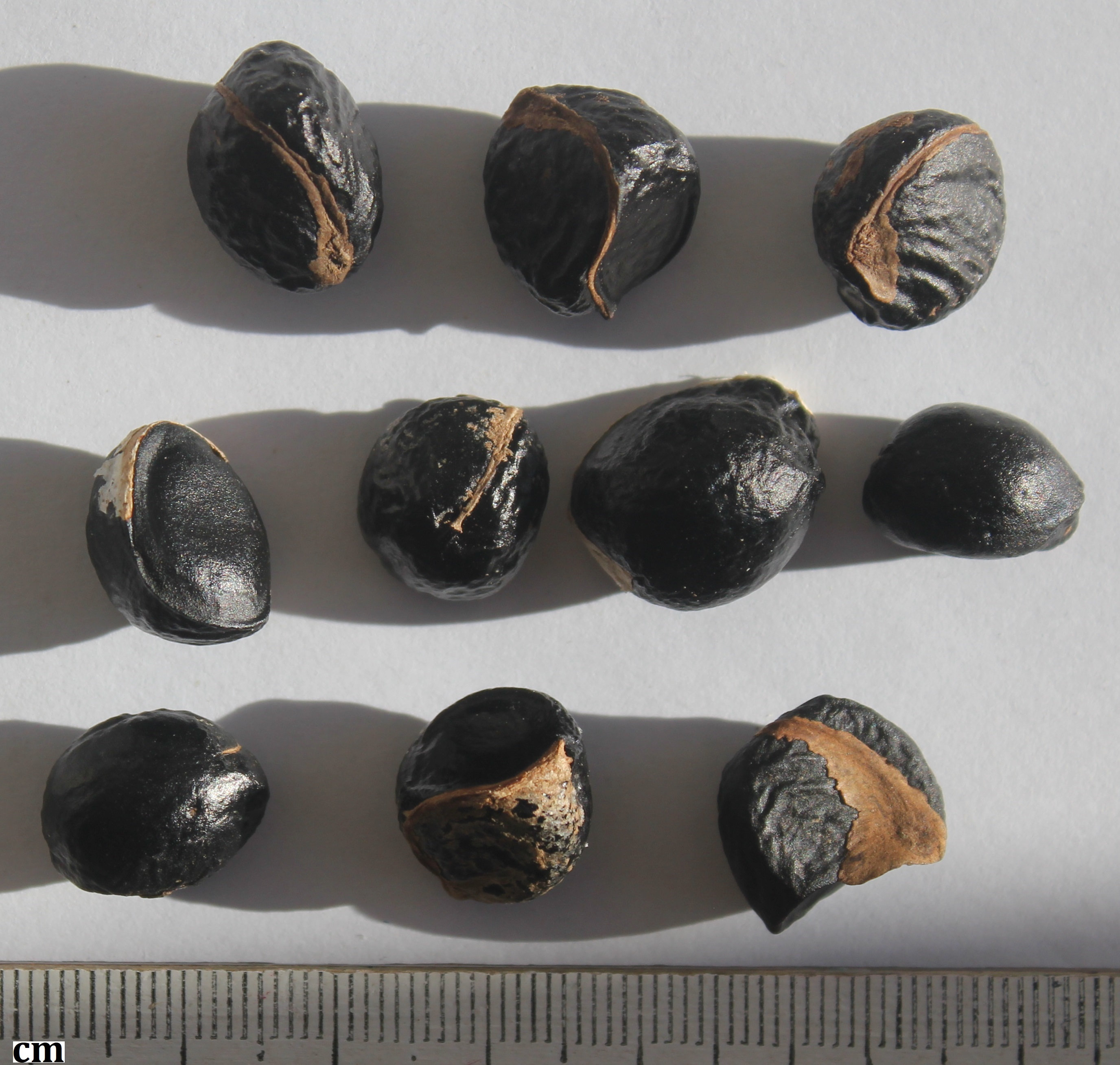
Samen

Calodendrum capense oder die Kapkastanie, die Wilde Kastanie, der Schönbaum, ist eine Pflanzenart in der Familie der Rautengewächse aus Südafrika, Lesotho, Simbabwe, Malawi, Tansania, Uganda und Kenia.

## Beschreibung

### Vegetative Merkmale
Calodendrum capense wächst als langsamwüchsiger, halbimmergrüner Baum mit dichter, breiter bis ausladender Krone bis etwa 15–20 Meter oder mehr hoch. Der Stammdurchmesser erreicht bis zu 90 Zentimeter. Der kurze Stamm ist oft geriffelt oder es sind kleinere Brettwurzeln ausgebildet. Die glatte Borke ist gräulich bis bräunlich.
Die gegenständigen, einfachen Laubblätter sind kurz gestielt. Der kurze Blattstiel ist bis etwa 1 Zentimeter lang. Die kahlen, leicht ledrigen, eiförmigen bis verkehrt-eiförmigen oder elliptischen, lanzettlichen, unterseits helleren Blätter sind dicht mit durchsichtigen Drüsen besetzt, ganzrandig, abgerundet bis stumpf oder spitz bis zugespitzt, seltener eingebuchtet und bis etwa 20 Zentimeter lang. Die Nebenblätter fehlen. Die zerriebenen Blätter duften nach Zitrone.

### Generative Merkmale
Es werden endständige und kürzere Rispen, Thyrsen gebildet. Die duftenden, zwittrigen und gestielten Blüten sind fünfzählig mit doppelter Blütenhülle. Die kleinen, feinhaarigen, bis 5 Millimeter langen und eiförmigen Kelchblätter sind fast frei. Die langen, freien, feinhaarigen und verkehrt-eilanzettlichen bis länglichen Kronblätter sind bis 3,5–4 Zentimeter lang und weiß bis rosa oder hell-purpurfarben mit innen einer roten Basis. Es sind 5 lange Staubblätter mit teils drüsenbesetzten Staubfäden und pfeilförmigen Antheren mit einer Drüse an der Spitze und 5 lange, petaloide, feinhaarige, rötlich-drüsige, schmal verkehrt-eilanzettliche Staminodien vorhanden. Der gelappte, drüsig-warzige und fünfkammerige Fruchtknoten, mit 5 bespitzten Fruchtblättern, mit einem langen, drüsenbesetzten Griffel und kleiner, kopfiger Narbe, ist oberständig an einem kürzeren Gynophor. Es ist ein kleiner, napfförmiger Diskus vorhanden.
Es werden rundliche, pyramidal warzige, mehrsamige, fünfteilige und holzige, bräunliche, etwa 3,5–4 Zentimeter große, dickschalige, septifrage Kapselfrüchte gebildet. Die bis zu 10 harten, kugeligen bis halbkugeligen oder eiförmigen bis ellipsoiden Samen sind schwarz, glänzend und 1–1,5 Zentimeter groß.
Die Chromosomenzahl beträgt 2n = 54.

## Verwendung
Das gelbliche, bittere Samenöl und die Rinde werden kosmetisch genutzt.
Der Baum wird wegen seiner schönen Blütenpracht gerne als Zierpflanze gepflanzt.
Das mittelschwere, -harte aber nicht beständige Holz wird für verschiedene Anwendungen genutzt.